# Boucle (aviation)
Pour les articles homonymes, voir boucle et looping.

Looping d'un Eurocopter Tigre

La boucle (ou looping) est une figure de voltige aérienne. C'est une rotation de l'avion ou de l'hélicoptère (seuls quelques-uns en sont capables, l’Eurocopter Tigre est celui qui offre la meilleure possibilité d’en faire) autour de son axe de tangage (axe des ailes).
Ainsi, l'aéronef se cabre, passe sur le dos puis redescend. La boucle constitue avec le tonneau une des deux figures de base de la voltige classique.
Pour qu'une boucle soit réussie, le pilote doit décrire un cercle parfait et ne doit pas dévier de son axe. L'entrée et la sortie de la figure doivent se faire à la même altitude.
La compensation du déport par le vent est l'une des difficultés majeures de cette figure. Au sommet de la trajectoire, l'appareil est en vol balistique (0 g). Lors des deux ressources, en début et en fin de figure, le facteur de charge est de 3 à 3,5 g.
Le premier looping fut réalisé en 1913. Les sources divergent sur l'identité du premier pilote qui réalisa cette figure.
Il semblerait que le Français Adolphe Pégoud le 31 août 1913 à Buc fût le premier pilote à réussir cette figure aux commandes d'un Blériot. Cependant, selon d'autres sources, cet honneur échoirait au Russe Piotr Nesterov le 27 août 1913 pilotant un Nieuport. Les historiens d'aviation précisent que Pégoud aurait exécuté non pas un looping, mais le vol en position « la tête en bas ».[réf. nécessaire]
En compétition selon le Catalogue Aresti, la boucle positive vers le haut, départ ventre a un coefficient K=10 et son codage est 7.5.1.

Boucle vers le haut.
Boucle vers le bas.

## Records
- Le 26 mai 1920, Alfred Fronval établit un nouveau record du monde en matière de nombre de loopings réalisés en un seul vol, soit 962 loopings lors d'un vol de 3 heures 52 minutes et 10 secondes à Villacoublay, son précédent record, le 28 octobre 1919, était de 624[3].